# Pero Coelho
Pedro Esteves Coelho, mais conhecido por Pero Coelho (? - 1361) foi um conselheiro de D. Afonso IV de Portugal, um dos responsáveis morais pelo assassinato e um dos executores de Inês de Castro, amante do então infante real D. Pedro, futuro D. Pedro I.

## Biografia

### Naturalidade
Filho de Estêvão Pires Coelho e Maria Mendes Petite. Segundo uns, seria de Trás-os-Montes (nascido, ou pelo menos com parentesco em Abaças, concelho de Vila Real). Outros, como José Leite de Vasconcelos (em De Terra em Terra), propõem-lhe uma genealogia alternativa - seria um homem Beirão, nascido no Jarmelo (Guarda), terra que foi salgada por el-rei D. Pedro como maldição.

### Ascendência
Era descendente de Lourenço Viegas de Ribadouro (o Espadeiro) e de Egas Moniz, pertencendo à casa dos Teixeira Coelho; os seus pais foram Estêvão Pires Coelho e sua mulher Maria Mendes Petite, da qual foi primeiro marido - a qual viria a ser avó de D. Eleonora d'Álvini (ou Alvim, pode ser erro de leitura de quem passou o manuscrito para letra de imprensa), esposa do Santo Condestável D. Nuno Álvares Pereira. Imensamente ricos, os pais de Pero Coelho deram ao jovem uma educação esmerada. Ele mesmo foi também um senhor bastante abastado, possuindo diversas propriedades na região duriense e no Tâmega.
Aos seus pais pertencia o melhor palácio da vila do Jarmelo no princípio do século XIV, o qual o vulgo diz ter sido propriedade de el-rei. Na realidade, persistem elementos que relacionam essa terra fronteira com o drama inesiano, na medida em que Jarmelo foi uma das prisões de Inês de Castro, mais tarde recuperada por D. Fernando I - apesar desta última iniciativa de repovoamento não ter vingado. A maldição de Pedro paira ainda hoje sobre essa freguesia da Guarda. Possivelmente, Jarmelo foi local de residência alternativa (ou de parentes coetâneos) de Pero Coelho ou onde terá deixado descendência ilegítima, na medida em que a maioria dos autores genealógicos favorece a hipótese Transmontana.

### Primeiro casamento
Casou primeira vez cerca de 1333 com Maria Fernandes de Meira, provavelmente filha de Fernão Pais de Meira, nascido cerca de 1285/1290, e de sua mulher e que seria irmã de Paio Fernandes de Meira, nascido cerca de 1315, casado e pai, como ela própria se identifica, da Maria Fernandes de Meira, nascida cerca de 1345, que foi segunda mulher de Estêvão Esteves Coelho (irmão de Pedro Esteves Coelho), com quem estava casada em 1365, sem geração. Esta Maria Fernandes de Meira é necessariamente distinta da homónima. Ou seja, a segunda mulher de Estêvão Esteves Coelho era sobrinha da primeira mulher de Pedro Coelho. Fernão Pais de Meira era seguramente filho de Paio Rodrigues de Meira, nascido cerca de 1265 e falecido depois de 1317 e antes de 1339, Meirinho-Mor de Entre-Douro-e-Minho e das terras da Infanta D. Branca, Senhor de Jales e Alfarela, de Entre-Homem-e-Cávado, etc, e de sua mulher Leonor Rodrigues de Vasconcelos.
A 14 de Janeiro de 1398, D. João I de Portugal doou ao Mosteiro de Santa Maria da Batalha a Quintã do Pinhal, «que foi de Egas coelho e de Maria frrz de Meira sua molher», sendo a palavra «molher» riscada e substituída por «madre».
Deste casamento teve dois filhos: 
- Egas Coelho (c. 1334 - 1421), Senhor de Montalvo, que casou-se com Maria Gonçalves Coutinho, com filhos.
- Estêvão Pires Coelho. Parece ser este o homónimo referido na lista do Mosteiro de Grijó de 1365 (logo antes de Soeiro Coelho), com a indicação de que tinha cinco filhos, não nomeados, e sem referência à mulher.

### Segundo casamento
Casou segunda vez cerca de 1338, segundo Manuel José da Costa Felgueiras Gaio, com Aldonça Vasques Pereira, nascida cerca de 1322, ascendente em linha colateral de Nuno Álvares Pereira, e residente no Pombeiro de Felgueiras, filha de Vasco Gonçalves Pereira e de sua mulher Inês Lourenço da Cunha.
Em 1338 era casada com Pedro Esteves Coelho quando este comprou a sua mãe a Quintã de Carapeços, no Julgado de Neiva, por 6.000 libras.
Deste casamento teve um filho: 
- Gonçalo Pires Coelho (c. 1344 - a. 10 de Dezembro de 1433)

### Vida
Era 1.º Senhor de juro e herdade de Santa Maria do Abade e Fidalgo do Conselho.
Pero Coelho, desde cedo compreendeu que, para a ambição de homens com força maior que os resignados conterrâneos, não bastavam os horizontes maternos. A corte de D. Afonso IV permitiu-lhe o alimento de paixões humanas, de discussões ideológicas, de gestão de relacionamentos políticos e do desenvolvimento de uma sólida carreira como conselheiro do monarca intempestivo. Não será de desprezar a hipótese corrente de que esse homem, Pero Coelho, teria, inclusive, sido um fiel educador do príncipe herdeiro, D. Pedro. E tão próximo foi, e tanta amizade por ele teria, que, apesar de antecipar a loucura desse homem, foi um dos mais incisivos a pressionar Afonso IV a favor da eliminação de Inês de Castro. António Patrício, em Pedro o Cru, mostra um Pêro Coelho orgulhoso de ter executado a cortesã galega, dando estoicamente ao seu futuro algoz o mérito de só assim poder ficar na História.
Os argumentos que o Transmontano usou foram vários. Condensando as leituras históricas e literárias, Pero Coelho torna-se o arauto do povo português, defendendo a soberania lusitana, receando pela dependência emocional e pela manipulação futura do monarca português (veja-se, v. g., o Pêro Coelho do conto «Teorema», de Herberto Helder), previsivelmente arrastado para um conflito de grandes proporções com a vizinha Castela, em favor da independência e possível anexação a Portugal do antigo Reino da Galiza (na sequência da divisão eclesiástica de Martinho de Dume no século VI) e pressagiando um fim funesto do Infante D. Fernando, legítimo herdeiro do trono. Mas também é sugerido, por algumas leituras, como um homem invejoso da atenção e da influência que D. Pedro proporciona ao crescente número de galegos na corte portuguesa. 
Inês de Castro morre em Coimbra, aos 7 de Janeiro de 1355. D. Afonso IV faleceu em 1357. Numa acção concertada e conhecida pela corte, Pero Coelho, Álvaro Gonçalves e Diogo Lopes Pacheco, responsáveis principais pela decisão brutal que vitimou Inês, ter-se-ão refugiado na vizinha Castela a partir da morte do pai de Pedro, tendo deslocado haveres diversos desde 1356 ou 1357, com a morte de D. Afonso IV, para o país vizinho, temendo por certo o pior. A razão deste «receio» prende-se sobretudo com a instabilidade emocional do próprio Infante.
Logo a 18 de Outubro de 1357 D. Pedro I doou a D. Vasco Martins de Sousa todos os bens móveis e de raiz que foram de Pero Coelho.
Pero Coelho leva vida recatada e discreta, como compreensível, no reino vizinho. Trocado, assim como Álvaro Gonçalves, com traidores castelhanos detidos em Portugal, regressa para morrer em 1360.
Tendo-se que teria perdoado seus sentenciadores e carrascos, é por vezes representado como um homem íntegro, incorruptível, preso aos ideais de uma sobranceria aristocrata própria de uma linhagem que se orgulhava de ter originado reis. Quando, em 1360, o antigo valido o pune com a morte, arrancando (ou o mais provavelmente, mandando arrancar) o coração pelo peito, Pero Coelho é um ancião que assume palavras eloquentes que dignificam a sua fidelidade a projectos que considerava maiores. Quando o algoz (Pedro ou o carrasco de Santarém) lhe abre o peito e olha atento o velho, adivinhando-lhe a posição do coração, Pero Coelho terá respondido: «Achá-lo-ás mais forte que o de um touro e mais leal do que o de um cavalo». Há quem refira que Pero Coelho teria proferido estas palavras já sangrando e com as costelas estilhaçadas...
Resposta que teria dado com lucidez extrema, apesar de torturado para revelar nomes alternativos implicados no assassínio (o romancista João Aguiar, em Inês de Portugal, comenta que D. Pedro, em justiça, precisar de exterminar a corte toda…). Esta resposta terá surgido porque Pero Coelho se recordará em como D. Pedro se entretinha na mocidade a lidar com touros, nas redondezas de Peniche, e a exterminá-los com uma estocada directa no coração. Consta que D. Pedro o mandou queimar, depois da execução, término reservado aos criminosos abomináveis, como símbolo de apagamento eterno - não sem antes porém o ter mordido para vingar o coração amado que ele perdera anos antes. Em suma, o ponto onde a verdade dos factos se confunde com as lendas geradas em torno deles…
«A Portugal forom tragidos Alvoro Gomçallvez e Pero Coelho, e chegarom a Samtarem omde elRei Dom Pedro era; e elRei com prazer de sua viimda, porem mal magoado por que Diego Lopez fugira, os sahiu fora arreçeber, e sanha cruel sem piedade lhos fez per sua maão meter a tromento, queremdo que lhe confessassem quaaes forom na morte de Dona Enes culpados, e que era o que seu padre trautava contreelle, quamdo amdavom desa viindos por aazo da morte della; e nenhuum delles respomdeo a taaes preguntas cousa que a elRei prouvesse; e elRei com queixume dizem que deu huum açoute no rostro a Pero Coelho, e elle se soltou emtom comtra elRei em desonestas e feas pallavras, chamamdolhe treedor, fe perjuro, algoz e carneçeiro dos homeens; e elRei dizemdo que lhe trousessem çebolla e vinagre pera o coelho, emfadousse delles e mandouhos matar. A maneira de sua morte, seendo dita pelo meudo, seria mui estranha e crua de comtar, ca mandou tirar o cora çom pellos peitos a Pero Coelho, e a Alvoro Gomçallves pellas espadoas; e quaaes palavras ouve, e aquel que lho tirava que tal officio avia pouco em costume, seeria bem doorida cousa douvir, emfim mandouhos queimar; e todo feito ante os paaços omde el pousava, de guisa quc comendo oolhava quamto mandava fazer. Muito perdeo elRei de sua boa fama por tal escambo como este, o qual foi avudo em Portugal e em Castella por mui grande mal, dizemdo todollos boons que o ouviam, que os Reis erravom mui muito himdo comtra suas verdades, pois que estes cavalleiros estavom sobre seguramça acoutados em seus reinos.»— Fernão Lopes, Crónica de el-rei D. Pedro I